# Леруа, Грегуар

Похороны в дюнах

Грегуар Леруа (фр. Grégoire Le Roy; 7 ноября 1862, Гент — 5 декабря 1941, Иксель) — бельгийский фламандский франкоязычный поэт и писатель
, гравёр, график, живописец и художественный критик. Один из ведущих представителей символизма. Использовал псевдоним Альберт Меннель

## Биография
Учился в школе Гента вместе с М. Метерлинком и Ш. Ван Лербергом. Рос в той же атмосфере интеллектуального брожения.
Принадлежал к бельгийской группе писателей-символистов Гента, его имя упоминается вместе с именами М. Метерлинка, Ж. Роденбаха и Э. Верхарна.

## Творчество
Творчество Г. Леруа ограничено небольшим кругом глубоко интимных тем, типичных для патриархальной аристократии эпохи её распада: сентиментальный пассеизм, скорбь о мимолетности жизни, едва осознанные переживания, одиночество.
Поэзия Г. Леруа, полная музыкальности, в меланхолическом тоне затрагивает все актуальные темы того времени и сосредотачивается на разрушительных последствиях течения времени.
Леруа мастерски владел мелодикой стиха, передающего оттенки настроений и подкупающего непосредственностью передачи (сборник «Моё сердце плачет о прошлом» — «Mon соur pleure d’autrefois», 1896, и «Песня бедняка» — «Chanson du pauvre», 1907). Г. Леруа находился под сильным влиянием народной поэзии, обработал фольклорный материал в сборнике поэм «Прялка и сума» (Le rouet et la besace). Позднее пришёл к прозе — написал критическое исследование о художнике Джеймсе Ансоре, где изложил своё понимание искусства, философские новеллы «Жоэ Тримборн» (Joe Trimborn, 1913), в которых под видом лёгкого и остроумного анекдота пытался выразить свое мировоззрение, и «Полуночные рассказы» (Contes apres minuit). Последняя книга стихов Г. Леруа «Пути во мраке» (Les chemins dans l’ombre, 1920) намечает сдвиг в его настроениях: поэт отходит от символизма, все более преодолевая прежний пессимизм.
Его поэзия Fin de siècle была очень популярна на рубеже XIX и XX веков, высоко ценилась, широко публиковалась.

## Избранные публикации
- 1887 — La Chanson d’un soir
- 1889 — Mon Cœur pleure d’autrefois…
- 1911 — La Couronne des soirs
- 1912 — Le Rouet et la besace
- 1920 — Les Chemins dans l’ombre
- 1922 — James Ensor
- 1933 — L'Œuvre

## Память
- В г. Схарбек его именем названа улица.